# IC 697
IC 697 је лентикуларна галаксија у сазвјежђу Лав која се налази на листи објеката дубоког неба у Индекс каталогу.
Деклинација објекта је - 1° 37' 44" а ректасцензија 11h 28m 34,4s. Привидна величина (магнитуда) објекта IC 697 износи 14,3 а фотографска магнитуда 15,3. IC 697 је још познат и под ознакама CGCG 11-106, NPM1G -01.0306, PGC 35327.